# Marc Perez (peintre)
Marc Perez est un peintre, graveur et sculpteur français, né à Tunis en 1955.

## Biographie
Marc Perez, nait à Tunis, son grand père est le peintre et graveur Moses Levy. Il apprend les rudiments de son art avec son oncle le peintre Nello Levy.
À l'âge de neuf ans, il quitte la Tunisie pour la France, et au moment du choix professionnel entreprend des études de médecine, comme le souhaite son père. Il exerce en tant qu'anesthésiste jusqu'au milieu des années 1980, date à laquelle, il se tourne vers la peinture, d'abord avec des natures mortes, peut être inspiré par l'artiste italien Giorgio Morandi qu'il admire. En 1984, il expose au Salon d'automne.  Pendant près de 10 ans, il perfectionne sa technique, puis les figures apparaissent, évanescentes et mystérieuses, dans une gamme de couleurs sourdes de terre, d'ocre ; couleurs d'Afrique. Au début des années 1990, avec des fragments hétéroclites, il assemble des personnages en trois dimensions, qui, à sa propre surprise, séduisent ; ainsi naissent les premières sculptures.

## Principales expositions récentes
- 2018 :
  - « Au Bord du monde », Mediathèques Argentan[4].
- 2017 :
  - Galerie Grand'rue, Poitiers,
  - Invité d'honneur salon Pul'art, hôtel de ville du Mans.
- 2016 : 
  - Galerie Felli, exposition rétrospective à l'occasion de la parution de la monographie,
  - Galerie Bartoli, Marseille .
  - Espace galerie, Le Hall, Saumur.
- 2015 :
  - Galerie Christine Colon, Liège[5].
- 2014 :
  - Maison des Arts de Laon (Abbaye saint Martin),
  - Siège BNP Paribas, Lille (avec la galerie la Collégiale des arts)[6].
  - Galerie Felli, « délivre » Paris[7].
- 2013 : 
  - Sta'rt 2013. Solo show Galerie Richard Nicolet,
  - « Papiers », Galerie Univer, Paris [8].
- 2012 :
  - Galerie Grand' rue, Poitiers
  - Galerie Felli, Paris[9].
- 2011 : 
  - Galerie Clos des Cimaises, proche de La Rochelle,
  - « triptyque », Galerie Felli, Paris,
  - « Papiers », Centre d’art Domfront-en-Champagne.
- 2010 :
  - Galerie Felli Paris, « Des équilibres »,
  - Peintures sur papier, Galerie Richard Nicolet, Oppède - Galerie Naclil, Lille.
  - Chapelle du Grand Couvent, Cavaillon
- 2010 :
  - « Vous avez dit estampe ? », Guyancourt.
  - Lill’Art Fair, Lille, avec la galerie Richard Nicolet,
  - Galerie Felli[10].
- 2009 :
  - Lille Art Fair, Lille,
  - « Les récalcitrants », Galerie Richard Nicolet, Oppède,
  - Galerie Pierrick Touchefeu, Sceaux,
  - Linéart, Gant.
  - St’Art, Strasbourg, avec la galerie Richard Nicolet.
- 2008 :
  - St’art 2008, Strasbourg, (one man show),
  - Lille Art Fair, Lille,
  - « Le visage qui s’efface », Hôtel des Arts de Toulon,
  - Biennale de Baugé, (invité d’honneur).
- 2007 :
  - « La part d’ombre », Galerie idée d’artiste, Paris,
  - Art Karlsruhe (Galerie Seuren),
  - Expo manifeste (disparition Ben-Barka), l’Entrepôt, Paris,
  - « Les coups de cœur des collectionneurs », Atelier Z, Paris,
  - « Visage ou portrait ? », Galerie Univer, Paris, commissaire : Itzhak Goldberg.
  - « Racines », église Saint-Savinien de Melle,
  - Les Élysées de l’Art, Paris,
  - « Forces obscures », Galerie Klein, Sceaux,
  - Galerie Chantal Mélanson, Annecy,
  - Lille Art Fair.
- 2006 :
  - St’art, Strasbourg, avec la galerie Richard Nicolet.
- 2005 :
  - Art Karlsruhe (avec la Galerie In Der Feste, Neckargemünd Dilsberg), Allemagne,
  - Biennale de Gravures, Cabinet des Estampes, Liège,
  - St’art, Strasbourg, avec la Galerie Richart Nicolet,
  - « Être et paraître », Hôtel de ville de Clermont-sur-Oise,
  - L’atelier Lacourière et Frélaut à la Galerie Daniel Duchoze.
- 2004 :
  - St’Art (avec l’atelier Lacourière et Frelaut), Strasbourg,
  - « Au Nom du Rat », Galerie du Ratmort, Ostende, Belgique,
  - Art Karlsruhe (avec la Galerie In Der Feste, Neckargemünd-Dilsberg), Allemagne,
  - « Le Pluriel des Singuliers IV » Galerie d’Art du Conseil général des Bouches-du-Rhône,
  - Centre d’Art Contemporain Forcalquier,
  - Exposition le Trait « Graveurs d’aujourd’hui », Paris,
  - « Une lueur d’humour » Galerie du Rat Mort, Ostende,
  - Artevent (avec la Galerie Duchoze), Lille.
- 2003 :
  - « Au-delà du Corps », Aix-sur-Vienne,
  - « La Mémoire et la Mer », Galerie Duchoze, Rouen,
  - « Art et Espoir », Hôpital Necker, Paris,
  - « Art Paris », Atelier Lacourière et Frélaut, Paris,
  - « Künstler der Galerie », Galerie In Der Feste, Neckargemünd-Dilsberg, Allemagne,
  - « Estampa », XIe édition, Madrid,
  - « Au fil de l’eau », Galerie Maine Durieu, Paris.
- 2002 :
  - American Primitive Gallery, New York,
  - « Studio de l’Image » (avec Jean-Marie Felli), Paris,
  - « Figures de Diva », Opéra de Massy, Massy.
  - Espace Jacques Prévert (avec Rocco et Cambon), Mers-les-Bains,
  - « Regard Parole », Chapelle de la Villedieu, Saint-Quentin-en-Yvelines,
  - Salon Itinéraire, Levallois-Perret.
- 2001 :
  - St’Art 2001, avec la Galerie Emmanuelle Morin-Pitel, Strasbourg,
  - « Art et Espoir », Hôpital Necker Enfants Malades, Paris,
  - « Les Champs de la Nuit », Festival d’Arts Contemporain, Saint-Geours-de-Maremne,
  - « Au-delà du Corps », Aix-sur-Vienne,
  - « Mois de l’Estampes », Figures, Atelier Lacourière-Frélaut, Paris,
  - « Europ’Art » (avec la Galerie Cherif), Genève,
  - « Studio de l’Image » (avec Jean-Marie Felli), Paris,
  - Galerie Duchoze, Rouen.
- 2000 :
  - « Parallèle », Première Biennale d’Art Actuel, Seine-et-Marne,
  - Espace Suisse avec la Galerie Arlette Gimaray, Strasbourg,
  - « Rencontres du Cadran » (autour de Lydie Arickx), Saint-Geours-de-Maremne.
  - Salon Itinéraire, Levallois-Perret[11].

## Prix
- Prix de la Fondation Taylor en sculpture, 2017[12].

## Monographies
- Claudine Brécourt-Villars, Marc Perez, 1989, Éditions Corinne Timsit.
- Christiane Vollaire, Marc Perez, 1997, Paris, Éditions Eric Koehler (ISBN 2-907220-33-0).
- Itzhak Goldberg et Michel Lequenne, Perez, 2001, Catalogue d'exposition, Galerie Morin-Pitel, Paris, Éditions. Eric Koehler (ISBN 2-907220-53-5).
- Fréderic Vossier, Perez, 2005, Éditions du Toner.
- Gilles Plazy, Marc Perez, 2008, Éditions Felli.
- Yvon Canova, Corps combustibles, Paris, Éditions Eric Koehler, 2010 (ISBN 9782907220262).